# Gundlupet
Gundlupet är en ort i Indien.   Den ligger i distriktet Chamrajnagar och delstaten Karnataka, i den södra delen av landet, 1 900 km söder om huvudstaden New Delhi. Gundlupet ligger 797 meter över havet och antalet invånare är 27 197.
Terrängen runt Gundlupet är platt. Runt Gundlupet är det ganska tätbefolkat, med 179 invånare per kvadratkilometer. Trakten runt Gundlupet består till största delen av jordbruksmark.